# Paweł Adamowicz
Paweł Bogdan Adamowicz (Gdansk, Polonia, 2 de noviembre de 1965 - Gdansk 14 de enero de 2019) fue un político y jurista polaco, alcalde de Gdansk entre 1998 y 2019. Hasta 2015 perteneció al partido Plataforma Cívica.

## Biografía
Después de graduarse en el Liceo Nikolaus Copernicus, Adamowicz estudió Derecho en la Universidad de Gdansk (se graduó en 1989) y se hizo conocido como coorganizador de las huelgas de 1988 en la Universidad y líder del comité de huelga. Después de terminar los estudios, trabajó como asistente de investigación en la Universidad de Gdansk y de 1990 a 1993 como vicerrector de asuntos estudiantiles.
En 1990 fue elegido para el concejo municipal de Gdansk y mantuvo su escaño hasta su elección como alcalde en 1998, y el 10 de noviembre de 2002 fue reelegido con un 72 % en la segunda vuelta, siendo reelegido en primera vuelta en 2006, 2010 y 2014. En las elecciones locales de 2018 venció de nuevo, esta vez en segunda vuelta. Adamowicz había entrado en la asociación de votantes "Todos por Gdansk", que él mismo había fundado.
Fue galardonado con la Medalla Pro Ecclesia et Pontifice por Juan Pablo II y con la Cruz de Plata al Mérito de la República de Polonia por el entonces presidente Aleksander Kwaśniewski.

## Muerte
El 13 de enero de 2019 fue apuñalado durante un acto benéfico por un hombre de 27 años, perforándole el diafragma y el corazón. El agresor levantó los brazos triunfante y, unos instantes más tarde, cogió el micrófono que tenía el alcalde en sus manos, diciendo y confirmando lo que había hecho. El criminal también resaltó que lo había hecho como venganza por haber sido encarcelado injustamente años atrás. Adamowicz murió por las heridas un día después en el hospital.